# Хагиографија
Хагиографија или житије (стсл. житьѥ — „живот”) је књижевна врста која описује живот владара и црквених поглавара — светаца. Реч хагиографија долази из грчких речи агиос (стгрч. ἅγιος [agios] — „свети” или „светица”) и граф (стгрч. γραφή [grafe] — „писање”).
Хришћанске хагиографије се усредсређују на живот, а нарочито чуда мушкараца и жена које је Бог посветио а хришћанска црква канонизовала. Оне описују најпре њихов живот у младости, потом како су се замонашили, те њихов монашки живот, чуда која су чинили, смрт и посвећење.
Ова књижевна врста је, такође, понекад коришћена и као црквена и политичка пропаганда.
Најпознатије српске хагиографије су:
- Житије Светог Симеона од Светог Саве, које је написао први српски архиепископ Свети Сава.
- Житије Светог Симеона од Стефана Првовенчаног, које је написао велики жупан и краљ Стефан Првовенчани.
- Житије Светог Симеона од Доментијана, које је средином 13. века написао Доментијан Хиландарац.
- Житије Светог Саве од Доментијана, које је написао Савин ученик Доментијан Хиландарац.
- Житије Светог Саве од Теодосија, које је путем прераде и дораде Доментијановог дела саставио монах Теодосије Хиландарац.
- Житије Ајдук-Вељка Петровића, које је написао српски лингвиста и филолог Вук Стефановић Караџић.

Суштина житија је сакрални садржај, поучни циљ, приказивање оствареног идеала хришћанског живота, зато нема биографског детаљисања, него се фокусира на димензије духовног подвига.
И друге религије, попут будизма и ислама такође имају хагиографске текстове о пророцима и свецима.